# M.U.L.E.
Pour les articles homonymes, voir Mule.
M.U.L.E. (pour Multiple Use Labor Element - élément de travail aux usages multiples) est un jeu vidéo écrit en 1983 par Danielle Bunten Berry, Bill Bunten, Jim Rushing et Alan Watson pour les studios Ozark Softscape, et publié par Electronic Arts. Conçu à l'origine pour les Atari 400/800, il fut porté sur Commodore 64 et Nintendo NES. Bien plus qu'un jeu, c'est un simulateur économique, dont le but est de coloniser une petite planète, en jouant sur la production, l'offre et la demande de ses ressources.

## Trame
Le jeu se déroule sur Irata, une petite planète en cours de colonisation, comprenant une rivière, des montagnes, des déserts et un magasin (the store). Quatre joueurs (les joueurs manquants étant automatiquement pris en charge par l'ordinateur) sont invités à choisir la race de leur personnage colonisateur : Mechtron, Gollumer, Packer, Bonzoïd, Spheroïd, Flapper, Leggite ou Humanoïd, chaque race ayant des avantages et des inconvénients qui vont de pair avec des stratégies différentes. Les colons débarquent sur Irata, avec la somme de 1.000 $, ainsi que l'équivalent de 300 $ d'énergie et de nourriture pour démarrer. Pour remporter la partie avec le maximum de points, il ne suffit pas seulement d'amasser la plus grande quantité de richesses, mais aussi de coopérer avec les autres pour la survie de la colonie et de lui permettre de réaliser le plus gros score possible.

## Système de jeu
Les colons disposent de six mois (en mode débutant) ou douze (en mode normal et tournoi) pour récolter le maximum de points, comptabilisés sur la base de l'argent accumulé mais aussi des ressources produites pendant tout le cycle du jeu. Chaque mois représente un tour, où les quatre joueurs passent successivement par les phases suivantes : acquisition d'une parcelle de terrain en début de mois, exploitation des parcelles, production, et enchères permettant de vendre ou d'acquérir une ressource entre les joueurs eux-mêmes et/ou le magasin. Un bilan mensuel clôture le mois et le cycle recommence.
L'action est centrée sur l'acquisition et l'usage des 'M.U.L.E.'s, qui servent à développer et exploiter la production de ressources que fournit la planète. Les mules ressemblent à s'y méprendre aux quadripodes impériaux du film L'Empire contre-attaque. Elles sont exclusivement vendues par le magasin et selon la façon dont on les équipe (et si le terrain acheté est propice) elles peuvent servir à produire de l'énergie, de la nourriture, du minerai (le smithore, qui est le matériau dont sont faites les mules) et de la crystite (un minerai précieux, seulement disponible en mode tournoi). La crystite est la seule ressource qui n'est pas vitale pour la colonie, elle est purement lucrative et est disposée aléatoirement en début de jeu, laissant au joueur le soin de faire des prélèvements de sol (assay) pour chercher quels sont les terrains les plus propices à son exploitation.
Au début de chaque mois, les joueurs choisissent un terrain à coloniser, puis peuvent éventuellement en acheter un second lors d'enchères, si celles-ci ont lieu. Une fois le terrain acquis, arrive la phase d'installation. Les mules sont l'unique moyen d'exploiter un terrain nu, d'où leur importance capitale pour tirer profit des ressources d'Irata. Elles sont réutilisables, ce qui signifie que selon la stratégie développée par le joueur, il est tout à fait possible de dés-équiper une mule qui exploitait des ressources énergétiques pour la rééquiper afin d’extraire du minerai et ainsi adapter tout au long du jeu la production selon ses propres besoins et ceux de la colonie.
Les joueurs doivent jongler entre l'offre et la demande de ces ressources, en achetant ce dont ils ont besoin et en vendant leurs excédents, en prenant part à chaque fin de tour à une vente aux enchères. Le prix du marché des ressources pouvant évoluer chaque mois à la hausse ou à la baisse selon les stocks disponibles, une des stratégies possibles consiste à exploiter ou créer un manque d'une afin d'en augmenter la valeur et de la revendre plus cher aux tours suivants. Cela étant, il est important de souligner que sacrifier la production de l'une ou l'autre des ressources au profit d'une autre a un impact non négligeable sur soi et sur la colonie. Un joueur manquant de nourriture en fin de mois aura moins de temps le mois suivant pour acheter, équiper ou rééquiper ses mules, faire des modifications dans son plan de colonisation, ou effectuer des prélèvements à la recherche d'une mine de crystite. Un manque d'énergie baisse significativement la production générale du joueur le mois suivant. Enfin, une pénurie de minerai (smithore) dans le magasin bloquerait la production de nouvelles mules, qui sont la pierre angulaire de tout le jeu. Une bonne stratégie pour optimiser ses productions consiste à cultiver de la nourriture près de la rivière (où il est interdit d'extraire du minerai), à produire de l'énergie dans les plaines et à extraire le minerai dans les montagnes. La crystite, quant à elle, peut se trouver sur n'importe quel terrain.
Une fois les mules installées, la phase d'exploitation donne le résultat de la production mensuelle des colons. Il s'ensuit la vente aux enchères, où chaque joueur peut combler ses manques ou vendre son excédent pour les quatre ressources, en traitant avec les autres joueurs et le magasin, ce dernier étant un acheteur permanent, mais disposant de stocks limités. Pendant cette phase, la transaction privée (appelée collusion dans le jeu et accessible uniquement en mode tournoi) permet aussi de choisir le joueur avec qui on désire traiter et ainsi de le favoriser aux dépens des autres.
Pour corser le jeu, des événements aléatoires viennent régulièrement pimenter l'action : un incendie va anéantir les stocks de nourriture, d'énergie et de minerai du magasin ainsi que les précieuses mules, chose qui peut être très bénéfique dans le cas où l'on a spéculé sur une pénurie en stockant soi-même des ressources, mais terriblement dangereux si on opte pour une consommation minimale au jour le jour. Un séisme va diviser par deux la production de minerai, une canicule va stimuler la production d'énergie, une pluie acide celle de nourriture, alors qu'une chute de météorite peut créer un nouveau dépôt de crystite au sol. Un joueur peut être également être la cible unique d'un événement : une radiation qui va rendre l'une de ses mules folle et qui prendra la fuite, ou une production de nourriture ravagée par une épidémie, sans oublier la perte d'un terrain car il a mal été enregistré par les services locaux. A contrario, on peut aussi bénéficier de gains d'argents ou du gain d'une parcelle pour encourager la production. Cela étant, les créateurs du jeu optèrent pour un certain fair-play : un événement nuisible n'affectant jamais le joueur le plus en difficulté, et un événement bénéfique ne touchant jamais le joueur en tête. Dans le même esprit, dans une vente aux enchères, c'est toujours le joueur le moins riche qui est favorisé, en cas de compétition pour l'achat au même prix d'une ressource entre deux ou plusieurs joueurs. En marge de ces évènements, notons aussi l'apparition régulière d'une sympathique créature nommée Wampus, qui une fois capturée, vous rachètera sa liberté pour une centaine de dollars. Sans oublier le 'Pub', une sorte de casino, à visiter dès que votre mule est installée, pour arrondir sa fin de mois au jeu.

## Développement
Après avoir été impliqué dans la publication par Strategic Simulations de Cartels and Cutthroats en 1981, Trip Hawkins décide d’en créer une version améliorée. Il ne parvient cependant pas à en acquérir les droits et il contacte donc directement sa créatrice, Danielle Bunten Berry, dans l’Arkansas pour lui proposer de financer un projet de jeu du même type. Après avoir accepté, Danielle met sur pied son équipe de développement, Ozark Softscape, avec qui elle imagine le concept de M.U.L.E., en s’inspirant notamment des AT-AT du deuxième volet de Star Wars, sur des planètes de science-fiction. Bien que Danielle garde la main sur la conception, Trip lui donne certaines directives concernant l’interface, les choix des joueurs et le niveau de difficulté. Il rédige également le manuel et joue un rôle clé dans la conception du système économique du jeu. Celui est basé sur quelques principes clés : la loi de l’offre et de la demande et la manière dont elle affecte le prix, les économies d’échelle et la façon dont elle affecte le produit et le coût, la théorie de la courbe d’apprentissage de la production et la manière dont elle accroit l’efficacité a une certaine vitesse suivant l’expérience. Trip souhaite également que le jeu puisse aider à éduquer les joueurs, en même temps qu’ils s’amusent. Les autres développeurs participent également au processus de conception qui reste très démocratique et qui est rythmé par des réunions de conceptions régulières lors desquels tous les membres de l’équipe peuvent proposer leurs idées. Les séquences d’enchères sont par exemple conçues et programmées par Jim Rushing. Certaines des idées ainsi imaginées n’ont pas trouvé leur place dans la version finale du jeu. Le jeu est au départ baptisé Planet Pioneers et la planète Irata est baptisé suivant le nom de la société Atari mais écrit à l’envers. Le titre M.U.L.E. vient d’un concept de l’ouest américain des années 1800 où il était possible de « faire fortune avec quarante acres et une mule ». Il a aussi été influencé par un roman de science-fiction de Robert Heinlein. Le nom Wampus est un hommage a un très vieux jeu vidéo en Basic, Hunt the Wampus, auquel ils jouaient lorsqu’ils apprenaient à programmer.
Le producteur du jeu est Joseph Ybarra. A l’automne 1982, alors qu’il vient juste de rejoindre Electronic Arts (qui ne compte alors seulement sept personnes) en tant que producteur, il se retrouve par hasard associé à Danielle Bunten sur le projet proposé par Trip Hawkins. Bien que le concept soit plus ou moins défini, il n’a au départ aucune idée de ce à quoi le jeu ressemblera.
Le développement du jeu s’étale sur six mois, d’octobre 1982 à la sortie du jeu en mai 1983. Les 3500 heures de tests mentionnées dans le manuel sont une estimation plus ou moins hasardeuse mais l’équipe a tout de même énormément testé le jeu, celui-ci étant un de leurs premiers jeux et étant très amusant.

## Impact du jeu
M.U.L.E. est révolutionnaire dans le sens où il autorise dès 1983 un jeu à quatre joueurs au travers d'une seule et unique plateforme, posant ainsi les premiers jalons du jeu multijoueur de salons. On peut aussi le considérer comme l'ancêtre des jeux de simulation économique dont émergera bien plus tard la série Sim City. Bien que seulement vendu à 20 000 exemplaires, il devint très populaire notamment grâce au piratage très en vogue à cette époque, et il a remporté plus de récompenses que n'importe quel autre jeu de Electronic Arts, en particulier le très prestigieux titre de « Jeu de l'Année » au Japon. Il reste par ailleurs un grand favori des nostalgiques des jeux rétro. Le jeu a été introduit dans le Hall of Fame du magazine Computer Gaming World dès sa création en mars 1988 et en 1996, le même magazine le classe 3e dans son classement des meilleurs jeux de tous les temps.
Will Wright, le créateur de Sim City, Les Sims et Spore a déclaré à son sujet : "Demandez à n'importe quel concepteur de jeu vidéo son favori de tous les temps, et vous obtiendrez M.U.L.E. dans les réponses les plus fréquemment citées".

## Suites et adaptations
- Des rumeurs sur la création d'une suite ont émergé au début des années 90, incluant notamment des combats entre colons, mais aucun projet n'a abouti.
- Il est possible de retrouver ce jeu dans sa version d'origine via plusieurs émulateurs, et même d'y jouer en ligne et en multijoueurs sur une version clone Windows : "Planet M.U.L.E.".
- Le 25 novembre 2013, sort le tout premier clone de M.U.L.E. sur plateformes mobiles (dans un premier temps uniquement pour iOS Apple), intitulé M.U.L.E. Returns. Cette application est ensuite portée sur Androïd en 2016 et devait évoluer vers le multijoueur dans les versions ultérieures, mais le projet est totalement abandonné en 2018.
- En 2015, Heikki Harju lance à Spiel 2015 l'adaptation de M.U.L.E. en jeu de plateau : M.U.L.E. The Board Game [5].